# Beine
Beine település Franciaországban, Yonne megyében. Lakosainak száma 444 fő (2022. január 1.). Beine Lignorelles, Courgis, Bleigny-le-Carreau, Chablis, La Chapelle-Vaupelteigne, Venoy és Chitry községekkel határos.

## Népesség
A település népességének változása:
| Lakosok száma | 563  | 514  | 503  | 482  | 478  | 470  | 462  | 453  | 444  |
|               | 2013 | 2015 | 2016 | 2017 | 2018 | 2019 | 2020 | 2021 | 2022 |